# Aleksandra Zabelina
Aleksandra Ivánovna Zabelina –en ruso, Александра Ивановна Забелина– (11 de marzo de 1937-27 de marzo de 2022) fue una deportista soviética que compitió en esgrima, especialista en la modalidad de florete.
Participó en tres Juegos Olímpicos de Verano, obteniendo tres medallas: oro en Roma 1960, oro en México 1968 y oro en Múnich 1972. Ganó quince medallas en el Campeonato Mundial de Esgrima entre 1956 y 1971.

## Palmarés internacional
| Juegos Olímpicos   | Juegos Olímpicos            | Juegos Olímpicos | Juegos Olímpicos    |
| Año                | Lugar                       | Medalla          | Prueba              |
| ------------------ | --------------------------- | ---------------- | ------------------- |
| 1960               | Roma (Italia)               | Medalla de oro   | Florete por equipos |
| 1968               | Ciudad de México (México)   | Medalla de oro   | Florete por equipos |
| 1972               | Múnich (RFA)                | Medalla de oro   | Florete por equipos |
| Campeonato Mundial |                             |                  |                     |
| Año                | Lugar                       | Medalla          | Prueba              |
| 1956               | Londres (Reino Unido)       | Medalla de oro   | Florete por equipos |
| 1957               | París (Francia)             | Medalla de oro   | Florete individual  |
| 1958               | Filadelfia (Estados Unidos) | Medalla de oro   | Florete por equipos |
| 1959               | Budapest (Hungría)          | Medalla de plata | Florete por equipos |
| 1961               | Turín (Italia)              | Medalla de oro   | Florete por equipos |
| 1961               | Turín (Italia)              | Medalla de plata | Florete individual  |
| 1962               | Buenos Aires (Argentina)    | Medalla de plata | Florete por equipos |
| 1963               | Danzig (Polonia)            | Medalla de oro   | Florete por equipos |
| 1966               | Moscú (URSS)                | Medalla de oro   | Florete por equipos |
| 1966               | Moscú (URSS)                | Medalla de plata | Florete individual  |
| 1967               | Montreal (Canadá)           | Medalla de oro   | Florete individual  |
| 1967               | Montreal (Canadá)           | Medalla de plata | Florete por equipos |
| 1969               | La Habana (Cuba)            | Medalla de plata | Florete por equipos |
| 1970               | Ankara (Turquía)            | Medalla de oro   | Florete por equipos |
| 1971               | Viena (Austria)             | Medalla de oro   | Florete por equipos |